# Rolf Martin Theodor Dahlgren
Rolf Martin Theodor Dahlgren (7 de juliol de 1932 - 14 de febrer de 1987) va ser un botànic dano-suec i professor a la Universitat de Copenhagen des de 1973 fins a la seva mort.
Dahlgren nasqué a Örebro, fill de l'apotecari Rudolf Dahlgren i la seva esposa Greta Dahlstrand. Es va graduar en botànica (1963) a la Universitat de Lund. A la Universitat de Copenhagen desenvolupà el Sistema Dahlgren per a classificar les plantes angiospermes que es basava en més característiques que altres sistemes i també en la fitoquímica. Primer aquest sistema es va presentar en danès, i presentava uns diagrames instructius (Dahlgrenograma). Pel que fa a les monocotiledònies, va publicar la seva obra junt amb H. T. Clifford i Peter Yeo. Va morir en accident d'automòbil a Escània, Suècia.
L'any 1986, va ser elegit membre de la Reial Acadèmia Sueca de Ciències.
El gènere Dahlgrenodendron (J.H. Ross) J.J.M. van der Merwe & A.E. van Wyk porta el seu cognom